# Rocío Gutiérrez
Rocío Gutiérrez Sierra   (nacida el 20 de julio de 1985 en San Fernando, Cádiz) es una jugadora de hockey sobre hierba española. Disputó los Juegos Olímpicos de Río de Janeiro 2016 con España, en los que obtuvo un octavo puesto y Diploma Olímpico.

## Biografía y trayectoria profesional

### Primeros años de vida
Nació en una familia de jugadores de hockey, hija de Juan Antonio Gutiérrez y Dolores Sierra. Tiene un hermano mayor, Martín y una hermana melliza, Laura. Comenzó su andadura en el mundo de los deportes jugando al baloncesto. Cuando tenía ocho años, cambió el baloncesto por el hockey. El equipo en el que se formó y para el cual jugó hasta la adolescencia es el Club de Hockey San Fernando, al que sigue vinculada puesto que su padre y su tío fueron cofundadores del mismo.

### Trayectoria como jugadora de hockey
Tras contribuir a la victoria de su equipo en el Campeonato de Hockey Sala Juvenil Femenino en 2001, Rocío fue elegida para trasladarse al Centro de Alto Rendimiento (CAR) de Madrid. Con varios años de antelación, fue convocada para formar parte de las selecciones nacionales sub-16, sub-18 y sub-21, a los 17 años de edad. Durante su estancia en el CAR, fue fichada por el Club Egara de Tarrasa, uno de los más antiguos de España y de la historia de este deporte, en el que jugó una temporada. Posteriormente volvió a San Fernando para disputar la que ha sido hasta ahora su última temporada con el Egara, ya en categoría Sénior, y del que se trasladó definitivamente al Club de Campo, de Madrid. Desde 2008, milita en dicho equipo, del cual es también capitana; con él ha ganado varios premios y reconocimientos tanto a título personal como colectivo.
Asimismo, Rocío fue seleccionada para jugar con la absoluta nacional, de la que formó parte de manera intermitente debido a los frecuentes cambios de seleccionador. Desde el año 2013, es plantilla fija de la Selección femenina de hockey sobre hierba de España, con la que ya ha cumplido los 100 partidos oficiales. En ocasiones, ha representado a la Selección como capitana, como por ejemplo en los Juegos Olímpicos de Río de Janeiro 2016, en los que consiguió un Diploma Olímpico.

### Trayectoria como entrenadora
Paralelamente a su labor como jugadora de hockey, Rocío se ha desempeñado como entrenadora de categorías inferiores desde su ingreso en el Club de Campo Villa de Madrid.

### Formación académica y trayectoria profesional
Rocío Gutiérrez Sierra se graduó en Publicidad y Relaciones públicas por la Universidad Complutense de Madrid en el año 2013, profesión que compagina con su carrera deportiva. Consiguió una beca de trabajo con la empresa Page Personnel que dejaría para dedicarse exclusivamente a su preparación para los Juegos Olímpicos. A la vuelta de estos, fue contratada por la compañía Bilfinger HSG, para la que trabaja actualmente.

## Palmarés

### Campeonatos nacionales y hockey sala
A raíz de su entrada en la categoría absoluta, y tras participar en la Copa de Europa de Hockey Sala en Almería, ganó medalla de plata en el Mundial de Viena (Austria, en 2009) y en la Copa de Europa de Duisburg (Alemania, 2010), en ambos mundiales en la modalidad de hockey sala.
En cuanto a los logros conseguidos con el Club de Campo, su club a fecha de 2017, Rocío Gutiérrez, capitana del primer equipo sénior femenino que compite en División de Honor, ha ganado desde 2016 siete ligas, ocho Copas de la Reina, siete Campeonatos de España de hockey sala, una recopa de Europa, participado en dos Final Four de Europa, y además ha ganado dos medallas de plata en la Copa de Europa de clubes en la modalidad de hierba y 6 en la Copa de Europa en la modalidad de sala. En ECHHH ganó también una medalla de bronce.

### Campeonatos internacionales de hockey sobre hierba
| Título                                    | Equipo                                              | Sede         | Año                                                         |
| ----------------------------------------- | --------------------------------------------------- | ------------ | ----------------------------------------------------------- |
| Campeonato Europeo de Hockey sobre Hierba | Selección femenina de hockey sobre hierba de España | Países Bajos | Campeonato Europeo de Hockey sobre Hierba Femenino de 2009  |
| Champions Challenge                       | Selección femenina de hockey sobre hierba de España | Sudáfrica    | Champions Challenge de hockey sobre hierba femenino de 2009 |
| Campeonato Mundial de Hockey sobre Hierba | Selección femenina de hockey sobre hierba de España | Argentina    | Campeonato Mundial de Hockey sobre Hierba Femenino de 2010  |
| Campeonato Europeo de Hockey sobre Hierba | Selección femenina de hockey sobre hierba de España | Bélgica      | Campeonato Europeo de Hockey sobre Hierba Femenino de 2013  |
| Champions Challenge                       | Selección femenina de hockey sobre hierba de España | Reino Unido  | Champions Challenge de hockey sobre hierba femenino de 2014 |
| Campeonato Europeo de Hockey sobre Hierba | Selección femenina de hockey sobre hierba de España | Reino Unido  | Campeonato Europeo de Hockey sobre Hierba Femenino de 2015  |
| Juegos Olímpicos                          | Selección femenina de hockey sobre hierba de España | Brasil       | Río de Janeiro 2016                                         |

### Galardones individuales
| Galardón                                               | Año/s     |
| ------------------------------------------------------ | --------- |
| Mejor jugadora del Campeonato de España de hockey sala | 2013      |
| Mejor jugadora de la Liga española                     | 2013-2014 |
| Mejor jugadora de los Play off                         | 2013-2014 |
| Mejor jugadora en la final de la Final 4               | 2014-2015 |
| Mejor defensa del Campeonato de sala europeo           | 2015-2016 |
| Mejor jugadora en la Copa de la Reina                  | 2015-2016 |
| Mejor jugadora de la Final 4                           | 2015-2016 |